# Mairéad Carlin
Mairéad Carlin (Derry, 5 de desembre de 1988) és una cantant irlandesa. És membre del conjunt Celtic Woman i la primera membre del grup que va néixer a Irlanda del Nord.
Mairéad va començar la seva carrera als 15 anys quan va guanyar el paper principal de 'The Rose' al concurs de BBC Talents 'Young Singers' a l'òpera El petit príncep, de Rachel Portman. Va emetre's a BBC Two i PBS a Amèrica.